# Alberto Zozaya
Alberto Máximo Zozaya (* 13. April 1908 in Gualeguaychú; † 17. Februar 1981 in La Plata) war ein argentinischer Fußballspieler und späterer -trainer. Als Spieler vor allem im Trikot von Estudiantes de La Plata und in der argentinischen Fußballnationalmannschaft aktiv, coachte er später neben Estudiantes auch den portugiesischen Rekordmeister Benfica Lissabon.

## Spielerkarriere

### Vereinskarriere
Alberto Zozaya wurde am 13. April 1908 in Gualeguaychú in der Provinz Entre Ríos im Nordosten Argentiniens geboren. Er hatte acht Geschwister. Mit dem Fußballspielen begann er als 11-Jähriger in der Quarta División bei Juventud Unida. Rund drei Jahre später schloss er sich der Ersten Mannschaft von Central Entrerriano an. Als junger Spieler kam Don Padilla im Jahre 1929 zu Estudiantes de La Plata, wo er fast seine gesamte fußballerische Laufbahn verbringen sollte. Estudiantes war in jenen Gründungstagen der argentinischen Primera División als höchste Profiliga des Landes jedoch weit entfernt davon, um die Meisterschaft mitzuspielen. Zwei Jahre nach Zozayas Wechsel zu Estudiantes ging die Primera División in ihre erste Auflage und Estudiantes de La Plata konnte die Spielzeit überraschend auf dem dritten Rang abschließen. Sechs Punkte fehlten schließlich zum ersten argentinischen Profimeister Boca Juniors. Alberto Zozaya wurde mit 33 Treffern zudem vor Alejandro Scopelli der erste Torschützenkönig überhaupt in dieser Liga. Sein erstes Tor in dieser Spielzeit erzielte er im Aufeinandertreffen mit Talleres de Remedios de Escalada. Dies war auch gleichzeitig das erste Tor in der Geschichte des argentinischen Profifußballs. Im Jahr darauf wurde Estudiantes Sechster, ein weiteres Jahr später nur noch Zehnter. Generell entfernte sich der Verein in der Folgezeit mehr und mehr von den oberen Tabellenplätzen der Primera División und spielte vielmehr im Mittelfeld der Liga. Auch Alberto Zozaya schaffte es nicht, an seine Torquote aus der Saison 1931 anzuknüpfen.
Alberto Zozaya spielte insgesamt von 1930 bis 1939 für Estudiantes de La Plata und machte in dieser Zeit 181 Ligaspiele für seinen Arbeitgeber. In diesen Spielen gelangen ihm 144 Torerfolge. Damit rangierte er bis heute auf dem dritten Platz in der ewigen Bestenliste von Estudiantes de La Plata, was die erzielten Ligatore betrifft. Einzig sein später Teamkollege Manuel Pellegrina sowie Ricardo Infante weisen mehr Treffer für den Verein aus der Hauptstadt der Provinz Buenos Aires auf.
Zozaya spielte 1940 noch kurzzeitig jeweils für den Racing Club de Avellaneda sowie Bella Vista in Uruguay, ehe er seine fußballerische Laufbahn im Alter von 32 Jahren beendete.

### Nationalmannschaft
Zwischen 1933 und 1937 machte Alberto Zozaya insgesamt neun Länderspiele für die argentinische Fußballnationalmannschaft. Dabei gelangen ihm acht Tore. Er gehörte zum argentinischen Aufgebot, das beim Campeonato Sudamericano 1937 im eigenen Land siegreich war. Mit der Mannschaft um Spieler wie José María Minella, Francisco Varallo oder Carlos Peucelle gewann Argentinien nach Punktgleichheit mit Brasilien das nun nötige Entscheidungsspiel mit 2:0 nach Verlängerung, wobei Alberto Zozaya in der 65. Minute ausgewechselt und durch Bernabé Ferreyra ersetzt wurde. Durch diesen Sieg im Entscheidungsspiel gelang Argentinien der fünfte Triumph überhaupt in dem heute als Copa América bekannten Wettbewerb. Alberto Zozaya gehörte zu den wesentlichen Torschützen seiner Mannschaft im Turnier. Er steuerte insgesamt fünf Treffer zum argentinischen Turniersieg bei, wobei allein drei Tore auf den 6:1-Erfolg über Paraguay entfallen.

## Trainerkarriere
Nach dem Ende seiner aktiven Laufbahn arbeitete Alberto Zozaya als Fußballtrainer. So coachte er von 1945 bis 1949 seinen alten Verein Estudiantes de La Plata. Zozaya führte Estudiantes zu durchaus respektablen Ergebnissen in der Primera División und erreichte in der Spielzeit 1948 mit Rang drei die beste Platzierung während dieser Phase. Nach seinem Abschied von Estudiantes 1949 übernahm Alberto Zozaya 1952 den vakanten Trainerposten beim portugiesischen Erstligisten Benfica Lissabon, erreichte mit seiner Mannschaft allerdings nur die Vizemeisterschaft in der portugiesischen Liga. Allerdings konnte Zozaya die Taça de Portugal durch einen historischen 5:0-Finalsieg gegen den FC Porto erringen. Trotz des Pokalsieges musste er am Ende der Saison seinen Posten wieder räumen und wurde durch António Ribeiro dos Reis ersetzt.
In den Folgejahren trainierte Alberto Zozaya noch eine Vielzahl argentinischer Fußballklubs, darunter der Stadtrivale von Estudiantes, Gimnasia y Esgrima La Plata, wo er 1960 Trainer war. Weitere Engagements hatte Zozaya unter anderem bei CA Lanús und CA Platense.

## Erfolge

### Als Spieler
- Campeonato Sudamericano: 1×

1937 mit der argentinischen Nationalmannschaft
- Torschützenkönig der Primera División: 1×

1931 als Spieler von Estudiantes de La Plata

### Als Trainer
- Taça de Portugal: 1×

1952/53 mit Benfica Lissabon
- Copa de la República: 1×

1945 mit Estudiantes de La Plata